# Icebreaker Glacier
Icebreaker Glacier är en glaciär i Antarktis. Den ligger i Östantarktis. Nya Zeeland gör anspråk på området. Icebreaker Glacier ligger 67 meter över havet.
Terrängen runt Icebreaker Glacier är varierad. Trakten är obefolkad. Det finns inga samhällen i närheten.